# Clytia macrogonia
Clytia macrogonia är en nässeldjursart som beskrevs av Bouillon 1984. Clytia macrogonia ingår i släktet Clytia och familjen Campanulariidae. Inga underarter finns listade i Catalogue of Life.